# Autobus de Montélimar
 (décembre 2019).
L'autobus de Montélimar, est un réseau d'autobus qui dessert la ville de Montélimar et son agglomération, exploité sous l'appellation commerciale Montélibus.

## Histoire
Le réseau du transport en commun de Montélimar a été mis en service en septembre 1988 avec six véhicules d’occasion, des Saviem SC 10 U rachetés auprès de la RATP. La STAMontélibus et les Autocars Gineys exploitent le réseau Montélibus par le biais d'un contrat de délégation de service public qui a débuté le 1er janvier 2016.

## Lignes

### Lignes principales
| Ligne | Caractéristiques | Caractéristiques                                        | Caractéristiques                                        | Caractéristiques                                        | Caractéristiques                                        | Caractéristiques                                        | Caractéristiques                                        | Caractéristiques                                        | Caractéristiques                                        |
| 1     | Montélimar — Pracomtal ⥋ Montélimar — Porte de Provence | Montélimar — Pracomtal ⥋ Montélimar — Porte de Provence | Montélimar — Pracomtal ⥋ Montélimar — Porte de Provence | Montélimar — Pracomtal ⥋ Montélimar — Porte de Provence | Montélimar — Pracomtal ⥋ Montélimar — Porte de Provence | Montélimar — Pracomtal ⥋ Montélimar — Porte de Provence | Montélimar — Pracomtal ⥋ Montélimar — Porte de Provence | Montélimar — Pracomtal ⥋ Montélimar — Porte de Provence | Montélimar — Pracomtal ⥋ Montélimar — Porte de Provence |
| ----- | --- | ------------------------------------------------------- | ------------------------------------------------------- | ------------------------------------------------------- | ------------------------------------------------------- | ------------------------------------------------------- | ------------------------------------------------------- | ------------------------------------------------------- | ------------------------------------------------------- |
| 1     | Ouverture / Fermeture — / — | Longueur —                                              | Durée —                                                 | Nb. d’arrêts 29                                         | Matériel Standard                                       | Jours de fonctionnement L, Ma, Me, J, V, S              | Jour / Soir / Nuit / Fêtes O / N / N / N                | Voy. / an —                                             | Exploitant —                                            |
| 1     | Desserte : - Villes et stations : Montélimar (Pracomtal, Mallarmé, Bastié, Dupont, Gambetta, Europa, Rosiers, Grangeneuve, Bagatelle, Église, Dr Pinel, Kennedy, Beauséjour, Pasteur, Palais des Congrès, Chabert, De Gaulle, Théâtre, Aygu, Saint-James, Nocaze, Aldridge, Îles d'Or, Monod, Route de Marseille, Catalpas, Pontaimery, Soleil Levant, Porte de Provence) - Gares desservies : Montélimar (à 300 mètres) |                                                         |                                                         |                                                         |                                                         |                                                         |                                                         |                                                         |                                                         |
| 1     | Autre : - Arrêts non accessibles aux UFR : non communiqué - Particularités : - Les stations Théâtre, Kennedy, Rosiers, Europa, Gambetta, Dupont, Bastié et Mallarmé sont desservies uniquement dans la direction de Pracomtal. - Date de dernière mise à jour : 10 décembre 2019. |                                                         |                                                         |                                                         |                                                         |                                                         |                                                         |                                                         |                                                         |
| 1     | Dernière actualisation : — |                                                         |                                                         |                                                         |                                                         |                                                         |                                                         |                                                         |                                                         |
| 2     | Montélimar — De Gaulle ⥋ Montélimar — Porte de Provence | Montélimar — De Gaulle ⥋ Montélimar — Porte de Provence | Montélimar — De Gaulle ⥋ Montélimar — Porte de Provence | Montélimar — De Gaulle ⥋ Montélimar — Porte de Provence | Montélimar — De Gaulle ⥋ Montélimar — Porte de Provence | Montélimar — De Gaulle ⥋ Montélimar — Porte de Provence | Montélimar — De Gaulle ⥋ Montélimar — Porte de Provence | Montélimar — De Gaulle ⥋ Montélimar — Porte de Provence | Montélimar — De Gaulle ⥋ Montélimar — Porte de Provence |
| 2     | Ouverture / Fermeture — / — | Longueur —                                              | Durée —                                                 | Nb. d’arrêts 19                                         | Matériel Standard                                       | Jours de fonctionnement L, Ma, Me, J, V, S              | Jour / Soir / Nuit / Fêtes O / N / N / N                | Voy. / an —                                             | Exploitant —                                            |
| 2     | Desserte : - Villes et stations : Montélimar (De Gaulle, Théâtre, Meynot, Pont de la Libération, Espoulette, Cabiac, Jabron, La Resse, Route de Dieulefit, Chabrillan, Duras, Gendarmerie, Nicolas, Maubec, Lebrun, Cyprès, Route de Châteauneuf, Lagarde, Porte de Provence) - Gares desservies : Montélimar (à 300 mètres)                                                                                             |                                                         |                                                         |                                                         |                                                         |                                                         |                                                         |                                                         |                                                         |
| 2     | Autre : - Arrêts non accessibles aux UFR : non communiqué - Particularités : - La stations Théâtre est desservie uniquement dans la direction de De Gaulle. - La stations Pont de la Libération est desservie uniquement dans la direction de Porte de Provence. - La stations Duras est desservie uniquement dans certaines heures. - Date de dernière mise à jour : 10 décembre 2019.                                  |                                                         |                                                         |                                                         |                                                         |                                                         |                                                         |                                                         |                                                         |
| 2     | Dernière actualisation : — |                                                         |                                                         |                                                         |                                                         |                                                         |                                                         |                                                         |                                                         |
| 3     | Montélimar — La Rochelle ⥋ Montélimar — Hôpital | Montélimar — La Rochelle ⥋ Montélimar — Hôpital         | Montélimar — La Rochelle ⥋ Montélimar — Hôpital         | Montélimar — La Rochelle ⥋ Montélimar — Hôpital         | Montélimar — La Rochelle ⥋ Montélimar — Hôpital         | Montélimar — La Rochelle ⥋ Montélimar — Hôpital         | Montélimar — La Rochelle ⥋ Montélimar — Hôpital         | Montélimar — La Rochelle ⥋ Montélimar — Hôpital         | Montélimar — La Rochelle ⥋ Montélimar — Hôpital         |
| 3     | Ouverture / Fermeture — / — | Longueur —                                              | Durée —                                                 | Nb. d’arrêts 19                                         | Matériel Standard                                       | Jours de fonctionnement L, Ma, Me, J, V, S              | Jour / Soir / Nuit / Fêtes O / N / N / N                | Voy. / an —                                             | Exploitant —                                            |
| 3     | Desserte : - Villes et stations : Montélimar (La Rochelle, Proust, La Gondole, Watt, Lycée des Catalins, Avenue des Catalins, Blum, Truffaut, Cévennes, Loubet, Gare, De Gaulle, Théâtre, Meynot, Pont de la Libération, Le Fust, Roubion, Chapellerie, Hôpital) - Gares desservies : Montélimar |                                                         |                                                         |                                                         |                                                         |                                                         |                                                         |                                                         |                                                         |
| 3     | Autre : - Arrêts non accessibles aux UFR : non communiqué - Particularités : - La stations Théâtre est desservie uniquement dans la direction de La Rochelle. - La stations Pont de la Libération est desservie uniquement dans la direction d'Hôpital. - Date de dernière mise à jour : 10 décembre 2019. |                                                         |                                                         |                                                         |                                                         |                                                         |                                                         |                                                         |                                                         |
| 3     | Dernière actualisation : — |                                                         |                                                         |                                                         |                                                         |                                                         |                                                         |                                                         |                                                         |

### Lignes complémentaires
| Ligne | Caractéristiques | Caractéristiques                                            | Caractéristiques                                            | Caractéristiques                                            | Caractéristiques                                            | Caractéristiques                                            | Caractéristiques                                            | Caractéristiques                                            | Caractéristiques                                            |
| 4     | Montélimar — De Gaulle ⥋ Châteauneuf-du-Rhône — Piscine | Montélimar — De Gaulle ⥋ Châteauneuf-du-Rhône — Piscine     | Montélimar — De Gaulle ⥋ Châteauneuf-du-Rhône — Piscine     | Montélimar — De Gaulle ⥋ Châteauneuf-du-Rhône — Piscine     | Montélimar — De Gaulle ⥋ Châteauneuf-du-Rhône — Piscine     | Montélimar — De Gaulle ⥋ Châteauneuf-du-Rhône — Piscine     | Montélimar — De Gaulle ⥋ Châteauneuf-du-Rhône — Piscine     | Montélimar — De Gaulle ⥋ Châteauneuf-du-Rhône — Piscine     | Montélimar — De Gaulle ⥋ Châteauneuf-du-Rhône — Piscine     |
| ----- | --- | ----------------------------------------------------------- | ----------------------------------------------------------- | ----------------------------------------------------------- | ----------------------------------------------------------- | ----------------------------------------------------------- | ----------------------------------------------------------- | ----------------------------------------------------------- | ----------------------------------------------------------- |
| 4     | Ouverture / Fermeture — / — | Longueur —                                                  | Durée —                                                     | Nb. d’arrêts 18                                             | Matériel Standard                                           | Jours de fonctionnement L, Ma, Me, J, V, S                  | Jour / Soir / Nuit / Fêtes O / N / N / N                    | Voy. / an —                                                 | Exploitant —                                                |
| 4     | Desserte : - Villes et stations : Montélimar (De Gaulle, Théâtre, Aygu, Saint-James, Drivon, Espace Éducatif, EREA, Charpenne, Cyprès), Châteauneuf-du-Rhône (Pélican, Béal, Ressaut, La Riaille, La Maladrerie, Saint-Joseph, Laurènes, La Grangette, Châteauneuf Piscine) - Gares desservies : Montélimar (à 300 mètres) |                                                             |                                                             |                                                             |                                                             |                                                             |                                                             |                                                             |                                                             |
| 4     | Autre : - Arrêts non accessibles aux UFR : non communiqué - Particularités : - La station Théâtre est desservie uniquement dans la direction de Montélimar. - Date de dernière mise à jour : 10 décembre 2019. |                                                             |                                                             |                                                             |                                                             |                                                             |                                                             |                                                             |                                                             |
| 4     | Dernière actualisation : — |                                                             |                                                             |                                                             |                                                             |                                                             |                                                             |                                                             |                                                             |
| 5     | Montélimar — De Gaulle ⥋ Montélimar — Hôpital | Montélimar — De Gaulle ⥋ Montélimar — Hôpital               | Montélimar — De Gaulle ⥋ Montélimar — Hôpital               | Montélimar — De Gaulle ⥋ Montélimar — Hôpital               | Montélimar — De Gaulle ⥋ Montélimar — Hôpital               | Montélimar — De Gaulle ⥋ Montélimar — Hôpital               | Montélimar — De Gaulle ⥋ Montélimar — Hôpital               | Montélimar — De Gaulle ⥋ Montélimar — Hôpital               | Montélimar — De Gaulle ⥋ Montélimar — Hôpital               |
| 5     | Ouverture / Fermeture — / — | Longueur —                                                  | Durée —                                                     | Nb. d’arrêts 11                                             | Matériel Standard                                           | Jours de fonctionnement L, Ma, Me, J, V, S                  | Jour / Soir / Nuit / Fêtes O / N / N / N                    | Voy. / an —                                                 | Exploitant —                                                |
| 5     | Desserte : - Villes et stations : Montélimar (De Gaulle, Office de Tourisme, Services Publics, Saint-Martin, Route des Catalins, Dr Jeune, La Nitrière, Le Meyrol, Malraux, Vernier, Léonards) - Gares desservies : Montélimar |                                                             |                                                             |                                                             |                                                             |                                                             |                                                             |                                                             |                                                             |
| 5     | Autre : - Arrêts non accessibles aux UFR : non communiqué - Particularités : - Date de dernière mise à jour : 10 décembre 2019. |                                                             |                                                             |                                                             |                                                             |                                                             |                                                             |                                                             |                                                             |
| 5     | Dernière actualisation : — |                                                             |                                                             |                                                             |                                                             |                                                             |                                                             |                                                             |                                                             |
| 6     | Montélimar — De Gaulle ⥋ Montélimar — Duras | Montélimar — De Gaulle ⥋ Montélimar — Duras                 | Montélimar — De Gaulle ⥋ Montélimar — Duras                 | Montélimar — De Gaulle ⥋ Montélimar — Duras                 | Montélimar — De Gaulle ⥋ Montélimar — Duras                 | Montélimar — De Gaulle ⥋ Montélimar — Duras                 | Montélimar — De Gaulle ⥋ Montélimar — Duras                 | Montélimar — De Gaulle ⥋ Montélimar — Duras                 | Montélimar — De Gaulle ⥋ Montélimar — Duras                 |
| 6     | Ouverture / Fermeture — / — | Longueur —                                                  | Durée —                                                     | Nb. d’arrêts 18                                             | Matériel Standard                                           | Jours de fonctionnement L, Ma, Me, J, V, S                  | Jour / Soir / Nuit / Fêtes O / N / N / N                    | Voy. / an —                                                 | Exploitant —                                                |
| 6     | Desserte : - Villes et stations : Montélimar (De Gaulle, Théâtre, Aygu, Saint-James, Gabert, Bes, Daudet, Boulevard de l'Europe, Route d'Allan, Mistral, Ravaly, Bleuets, Contrebandiers, Coty, Maubec, Nicolas, Gendarmerie, Duras) - Gares desservies : Montélimar (à 300 mètres) |                                                             |                                                             |                                                             |                                                             |                                                             |                                                             |                                                             |                                                             |
| 6     | Autre : - Arrêts non accessibles aux UFR : non communiqué - Particularités : - La station Théâtre est desservie uniquement dans la direction de Montélimar. - Date de dernière mise à jour : 10 décembre 2019. |                                                             |                                                             |                                                             |                                                             |                                                             |                                                             |                                                             |                                                             |
| 6     | Dernière actualisation : — |                                                             |                                                             |                                                             |                                                             |                                                             |                                                             |                                                             |                                                             |
| 7     | Montélimar — De Gaulle ⥋ Montboucher-sur-Jabron — Cimetière | Montélimar — De Gaulle ⥋ Montboucher-sur-Jabron — Cimetière | Montélimar — De Gaulle ⥋ Montboucher-sur-Jabron — Cimetière | Montélimar — De Gaulle ⥋ Montboucher-sur-Jabron — Cimetière | Montélimar — De Gaulle ⥋ Montboucher-sur-Jabron — Cimetière | Montélimar — De Gaulle ⥋ Montboucher-sur-Jabron — Cimetière | Montélimar — De Gaulle ⥋ Montboucher-sur-Jabron — Cimetière | Montélimar — De Gaulle ⥋ Montboucher-sur-Jabron — Cimetière | Montélimar — De Gaulle ⥋ Montboucher-sur-Jabron — Cimetière |
| 7     | Ouverture / Fermeture — / — | Longueur —                                                  | Durée —                                                     | Nb. d’arrêts 17                                             | Matériel Standard                                           | Jours de fonctionnement L, Ma, Me, J, V, S                  | Jour / Soir / Nuit / Fêtes O / N / N / N                    | Voy. / an —                                                 | Exploitant —                                                |
| 7     | Desserte : - Villes et stations : Montélimar (De Gaulle, Théâtre, Meynot, Pont de la Libération, Le Fust, Roubion, Maginot, Cabiac, Jabron, La Resse, Route de Dieulefit, Chabrillan, Chabrillan Saint-Just), Montboucher-sur-Jabron (Fontgrave, Aubépines, Montboucher Village, Montboucher Cimetière) - Gares desservies : Montélimar (à 300 mètres)                                                                                      |                                                             |                                                             |                                                             |                                                             |                                                             |                                                             |                                                             |                                                             |
| 7     | Autre : - Arrêts non accessibles aux UFR : non communiqué - Particularités : - La station Théâtre est desservie uniquement dans la direction de Montélimar. - Les stations Pont de la Libération, Aubépine et Montboucher Village sont desservies uniquement dans la direction de Montboucher-sur-Jabron. - Date de dernière mise à jour : 10 décembre 2019.                                                                                |                                                             |                                                             |                                                             |                                                             |                                                             |                                                             |                                                             |                                                             |
| 7     | Dernière actualisation : — |                                                             |                                                             |                                                             |                                                             |                                                             |                                                             |                                                             |                                                             |
| 30    | Montélimar — Gare routière ⥋ Valence — Cimetière | Montélimar — Gare routière ⥋ Valence — Cimetière            | Montélimar — Gare routière ⥋ Valence — Cimetière            | Montélimar — Gare routière ⥋ Valence — Cimetière            | Montélimar — Gare routière ⥋ Valence — Cimetière            | Montélimar — Gare routière ⥋ Valence — Cimetière            | Montélimar — Gare routière ⥋ Valence — Cimetière            | Montélimar — Gare routière ⥋ Valence — Cimetière            | Montélimar — Gare routière ⥋ Valence — Cimetière            |
| 30    | Ouverture / Fermeture — / — | Longueur —                                                  | Durée —                                                     | Nb. d’arrêts 5 pour Montélimar                              | Matériel Standard                                           | Jours de fonctionnement L, Ma, Me, J, V, S, D               | Jour / Soir / Nuit / Fêtes O / N / N / N                    | Voy. / an —                                                 | Exploitant —                                                |
| 30    | Desserte : - Villes et stations : Montélimar (Gare routière, Route des Catalins, Palais des bonbons, L'Homme d'Armes, Tête Noire), La Coucourde(Relais des Roches, Derbières, Mairie), Les Tourettes (Logis Neuf, Le Pavé), Saulce-sur-Rhône (Les Reys de Saulce, Saulce Centre, Les Routier), Cliousclat, Loriol-sur-Drôme, Livron-sur-Drôme, Étoile-sur-Rhône, Portes-lès-Valence, Valence - Gares desservies : Montélimar, Valence-Ville |                                                             |                                                             |                                                             |                                                             |                                                             |                                                             |                                                             |                                                             |
| 30    | Autre : - Arrêts non accessibles aux UFR : non communiqué - Particularités : - Date de dernière mise à jour : 10 décembre 2019. |                                                             |                                                             |                                                             |                                                             |                                                             |                                                             |                                                             |                                                             |
| 30    | Dernière actualisation : — |                                                             |                                                             |                                                             |                                                             |                                                             |                                                             |                                                             |                                                             |

### Lignes scolaires
Le réseau Montélibus offre 21 lignes scolaires, numérotées de 10 à 17, de 20 à 29 puis de 51 à 54, avec chacune 1 à 3 aller-retour quotidiens pendant les jours scolaires.

### Transport à la demande
| Ligne | Caractéristiques | Caractéristiques                                       | Caractéristiques                                       | Caractéristiques                                       | Caractéristiques                                       | Caractéristiques                                       | Caractéristiques                                       | Caractéristiques                                       | Caractéristiques                                       |
| 31    | Montélimar — Gare routière ⥋ Allan — Menuiserie | Montélimar — Gare routière ⥋ Allan — Menuiserie        | Montélimar — Gare routière ⥋ Allan — Menuiserie        | Montélimar — Gare routière ⥋ Allan — Menuiserie        | Montélimar — Gare routière ⥋ Allan — Menuiserie        | Montélimar — Gare routière ⥋ Allan — Menuiserie        | Montélimar — Gare routière ⥋ Allan — Menuiserie        | Montélimar — Gare routière ⥋ Allan — Menuiserie        | Montélimar — Gare routière ⥋ Allan — Menuiserie        |
| ----- | --- | ------------------------------------------------------ | ------------------------------------------------------ | ------------------------------------------------------ | ------------------------------------------------------ | ------------------------------------------------------ | ------------------------------------------------------ | ------------------------------------------------------ | ------------------------------------------------------ |
| 31    | Ouverture / Fermeture — / — | Longueur —                                             | Durée —                                                | Nb. d’arrêts —                                         | Matériel Standard                                      | Jours de fonctionnement L, Ma, Me, J, V, S             | Jour / Soir / Nuit / Fêtes O / N / N / N               | Voy. / an —                                            | Exploitant —                                           |
| 31    | Desserte : - Villes : Montélimar, Espeluche, Rochefort-en-Valdaine, Allan - Gares desservies : Montélimar (à 300 mètres) |                                                        |                                                        |                                                        |                                                        |                                                        |                                                        |                                                        |                                                        |
| 31    | Autre : - Arrêts non accessibles aux UFR : non communiqué - Particularités : - La station Théâtre est desservie uniquement dans la direction de Montélimar. - Ligne TAD - Date de dernière mise à jour : 10 décembre 2019. |                                                        |                                                        |                                                        |                                                        |                                                        |                                                        |                                                        |                                                        |
| 31    | Dernière actualisation : — |                                                        |                                                        |                                                        |                                                        |                                                        |                                                        |                                                        |                                                        |
| 32    | Montélimar — Borne ⥋ Sauzet — Les Oliviers | Montélimar — Borne ⥋ Sauzet — Les Oliviers             | Montélimar — Borne ⥋ Sauzet — Les Oliviers             | Montélimar — Borne ⥋ Sauzet — Les Oliviers             | Montélimar — Borne ⥋ Sauzet — Les Oliviers             | Montélimar — Borne ⥋ Sauzet — Les Oliviers             | Montélimar — Borne ⥋ Sauzet — Les Oliviers             | Montélimar — Borne ⥋ Sauzet — Les Oliviers             | Montélimar — Borne ⥋ Sauzet — Les Oliviers             |
| 32    | Ouverture / Fermeture — / — | Longueur —                                             | Durée —                                                | Nb. d’arrêts —                                         | Matériel Standard                                      | Jours de fonctionnement L, Ma, Me, J, V, S             | Jour / Soir / Nuit / Fêtes O / N / N / N               | Voy. / an —                                            | Exploitant —                                           |
| 32    | Desserte : - Villes : Montélimar, Savasse, Saint-Marcel-lès-Sauzet, Sauzet - Gares desservies : Montélimar |                                                        |                                                        |                                                        |                                                        |                                                        |                                                        |                                                        |                                                        |
| 32    | Autre : - Arrêts non accessibles aux UFR : non communiqué - Particularités : - Ligne TAD - Date de dernière mise à jour : 10 décembre 2019. |                                                        |                                                        |                                                        |                                                        |                                                        |                                                        |                                                        |                                                        |
| 32    | Dernière actualisation : — |                                                        |                                                        |                                                        |                                                        |                                                        |                                                        |                                                        |                                                        |
| 33    | Montélimar — Borne ⥋ Pont-de-Barret — Centre | Montélimar — Borne ⥋ Pont-de-Barret — Centre           | Montélimar — Borne ⥋ Pont-de-Barret — Centre           | Montélimar — Borne ⥋ Pont-de-Barret — Centre           | Montélimar — Borne ⥋ Pont-de-Barret — Centre           | Montélimar — Borne ⥋ Pont-de-Barret — Centre           | Montélimar — Borne ⥋ Pont-de-Barret — Centre           | Montélimar — Borne ⥋ Pont-de-Barret — Centre           | Montélimar — Borne ⥋ Pont-de-Barret — Centre           |
| 33    | Ouverture / Fermeture — / — | Longueur —                                             | Durée —                                                | Nb. d’arrêts —                                         | Matériel Midibus                                       | Jours de fonctionnement L, Ma, Me, J, V, S             | Jour / Soir / Nuit / Fêtes O / N / N / N               | Voy. / an —                                            | Exploitant —                                           |
| 33    | Desserte : - Villes : Montélimar, Savasse, Sauzet, Bonlieu-sur-Roubion, Saint-Gervais-sur-Roubion, La Bégude-de-Mazenc, Charols, Manas, Pont-de-Barret - Gares desservies : Montélimar |                                                        |                                                        |                                                        |                                                        |                                                        |                                                        |                                                        |                                                        |
| 33    | Autre : - Arrêts non accessibles aux UFR : non communiqué - Particularités : - Ligne TAD - Date de dernière mise à jour : 10 décembre 2019. |                                                        |                                                        |                                                        |                                                        |                                                        |                                                        |                                                        |                                                        |
| 33    | Dernière actualisation : — |                                                        |                                                        |                                                        |                                                        |                                                        |                                                        |                                                        |                                                        |
| 34    | Montélimar — Gare ⥋ Cléon-d'Andran — Collège de Serres | Montélimar — Gare ⥋ Cléon-d'Andran — Collège de Serres | Montélimar — Gare ⥋ Cléon-d'Andran — Collège de Serres | Montélimar — Gare ⥋ Cléon-d'Andran — Collège de Serres | Montélimar — Gare ⥋ Cléon-d'Andran — Collège de Serres | Montélimar — Gare ⥋ Cléon-d'Andran — Collège de Serres | Montélimar — Gare ⥋ Cléon-d'Andran — Collège de Serres | Montélimar — Gare ⥋ Cléon-d'Andran — Collège de Serres | Montélimar — Gare ⥋ Cléon-d'Andran — Collège de Serres |
| 34    | Ouverture / Fermeture — / — | Longueur —                                             | Durée —                                                | Nb. d’arrêts —                                         | Matériel Midibus                                       | Jours de fonctionnement L, Ma, Me, J, V, S             | Jour / Soir / Nuit / Fêtes O / N / N / N               | Voy. / an —                                            | Exploitant —                                           |
| 34    | Desserte : - Villes : Montélimar, Savasse, Saint-Marcel-lès-Sauzet, Sauzet, La Laupie, Marsanne, Roynac, Puy-Saint-Martin, Cléon-d'Andran - Gares desservies : Montélimar |                                                        |                                                        |                                                        |                                                        |                                                        |                                                        |                                                        |                                                        |
| 34    | Autre : - Arrêts non accessibles aux UFR : non communiqué - Particularités : - Ligne TAD - Date de dernière mise à jour : 10 décembre 2019. |                                                        |                                                        |                                                        |                                                        |                                                        |                                                        |                                                        |                                                        |
| 34    | Dernière actualisation : — |                                                        |                                                        |                                                        |                                                        |                                                        |                                                        |                                                        |                                                        |
| 35    | Montélimar — Gare routière ⥋ Dieulefit — Centre | Montélimar — Gare routière ⥋ Dieulefit — Centre        | Montélimar — Gare routière ⥋ Dieulefit — Centre        | Montélimar — Gare routière ⥋ Dieulefit — Centre        | Montélimar — Gare routière ⥋ Dieulefit — Centre        | Montélimar — Gare routière ⥋ Dieulefit — Centre        | Montélimar — Gare routière ⥋ Dieulefit — Centre        | Montélimar — Gare routière ⥋ Dieulefit — Centre        | Montélimar — Gare routière ⥋ Dieulefit — Centre        |
| 35    | Ouverture / Fermeture — / — | Longueur —                                             | Durée —                                                | Nb. d’arrêts —                                         | Matériel Standard                                      | Jours de fonctionnement L, Ma, Me, J, V, S             | Jour / Soir / Nuit / Fêtes O / N / N / N               | Voy. / an —                                            | Exploitant —                                           |
| 35    | Desserte : - Villes : Montélimar, Montboucher-sur-Jabron, Sauzet, Puygiron, La Bâtie-Rolland, Rochefort-en-Valdaine, La Touche, Portes-en-Valdaine, La Bégude-de-Mazenc, Souspierre, Le Poët-Laval, Dieulefit - Gares desservies : Montélimar (à 300 mètres) |                                                        |                                                        |                                                        |                                                        |                                                        |                                                        |                                                        |                                                        |
| 35    | Autre : - Arrêts non accessibles aux UFR : non communiqué - Particularités : - La station Théâtre est desservie uniquement dans la direction de Montélimar. - Les stations dans les communes de Sauzet, Rochefort-en-Valdaine, La Touche et Portes-en-Valdaine sont desservies uniquement par les services TAD - Date de dernière mise à jour : 10 décembre 2019. |                                                        |                                                        |                                                        |                                                        |                                                        |                                                        |                                                        |                                                        |
| 35    | Dernière actualisation : — |                                                        |                                                        |                                                        |                                                        |                                                        |                                                        |                                                        |                                                        |

### Dépôt
Le dépôt bus du réseau se trouve Avenue de la Feuillade au nord de Montélimar.